# Incheville
Incheville település Franciaországban, Seine-Maritime megyében. Lakosainak száma 1138 fő (2022. január 1.). Incheville Beauchamps, Bouvaincourt-sur-Bresle, Longroy, Millebosc, Monchy-sur-Eu, Gamaches és Ponts-et-Marais községekkel határos.

## Népesség
A település népességének változása:
| Lakosok száma | 1303 | 1271 | 1269 | 1247 | 1238 | 1234 | 1202 | 1170 | 1138 |
|               | 2013 | 2015 | 2016 | 2017 | 2018 | 2019 | 2020 | 2021 | 2022 |